# Peur rouge

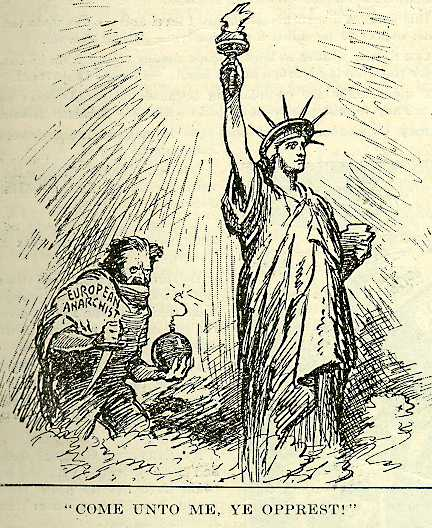
Illustration de 1919 représentant un « anarchiste européen » s'attaquant à la statue de la Liberté.

Le nom de « Peur rouge », ou « Peur des rouges » (de l'anglais Red Scare) désigne deux périodes de fort développement de l'anticommunisme aux États-Unis. La première débute avec la révolution d'Octobre de 1917 et se termine en 1920. La seconde, avec le maccarthysme, qui se déroule dans les années 1950, dans le contexte de la « guerre froide ». Ces périodes sont caractérisées par la criminalisation des opinions politiques communiste ou anarchiste ainsi que la crainte généralisée d'une infiltration communiste ou anarchiste au sein du gouvernement américain.
En parallèle se développe à la même période une campagne anti-homosexuelle, la peur violette.

## Première Peur rouge (1917-1920)
La première Peur rouge est la conséquence d'une part de la Révolution russe de 1917, qui voit l'arrivée des bolcheviks au pouvoir, de l'autre de la propagande anarchiste et de la gauche politique violente durant la Première Guerre mondiale, aggravée par des tensions sociales. Le politologue communiste Murray Levin (en) parle ainsi de la « Peur rouge » comme d'« une hystérie à l'échelle nationale […] provoquée par la crainte de la propagation de la révolution bolchevique en Amérique — une révolution qui allait changer l'Église, la maison, le mariage, la civilité, et le mode de vie américain ».
Les journaux exacerbent ainsi la xénophobie, les partisans de l'anarchisme radical étant souvent immigrants d'origine européenne. En outre, le syndicat Industrial Workers of the World (IWW) soutient plusieurs grèves en 1916 et 1917 que la presse décrit comme une menace radicale à la société américaine inspirée par des agents étrangers provocateurs. Ainsi, la presse parle de « crimes contre la société », « complots contre l'État » et « tentatives pour établir le communisme ».
En avril 1919, les forces de police arrêtent un complot visant à l'envoi de 36 bombes à des membres éminents de l'establishment américain politique et économique : JP Morgan, John D. Rockefeller, le juge de la Cour suprême Oliver Wendell Holmes ou encore le procureur général des États-Unis Alexander Mitchell Palmer. Le 2 juin 1919, dans sept villes du Nord-Est des États-Unis, huit bombes de fortes puissances ont explosé quasi simultanément à la même heure (une église catholique de Philadelphie étant la cible de deux bombes). L'un des objectifs était la maison, à Washington, D.C., du procureur général Palmer. L'explosion tue le poseur de bombe, qui sera la seule victime, et des témoignages confirment qu'il s'agit d'une organisation radicale d'origine italienne dont l'antenne américaine se trouverait à Philadelphie, mais l'affaire n'a jamais été résolue. C'est après, entre 1919 et 1921, que le procureur général lance les Palmer Raids. Des avocats notables dénoncent l'inconstitutionnalité de ces mesures, dont le futur juge à la Cour suprême Felix Frankfurter (notamment les quatrième, cinquième, sixième et huitième amendements de la Constitution des États-Unis). Palmer perd de sa crédibilité lorsqu'il annonce qu'un risque de révolution est possible, le 1er mai 1920.[précision nécessaire]
Dès 1918, le président Woodrow Wilson avait fait pression sur le Congrès afin qu'il légifère contre les immigrés anarchistes (concrétisé par le Sedition Act of 1918 (en)) afin de protéger le moral du pays pendant la guerre.
Le 1er septembre 1920, des bombes explosent à Wall Street, près de Federal Hall et de la Banque JP Morgan. Bien que deux anarchistes soient soupçonnés d'être responsables de l'attentat, aucun n'est inculpé. On dénombre 38 morts et 141 blessés.
En conséquence, l'opinion publique évolue et des organisations de gauche telles que l'Industrial Workers of the World et le Parti communiste USA perdent de nombreux militants. Entre 1919 et 1920, plusieurs états ont jugé le syndicalisme « criminel ». Cela implique alors des restrictions de la liberté d'expression.[précision nécessaire] Des procès ont lieu (dont la célèbre affaire Sacco et Vanzetti), ainsi que des déportations hors du territoire américain.
L'exemple le plus caractéristique de l'action gouvernementale a lieu le 7 novembre 1919 : environ 250 émigrés russes sont arrêtés (sans mandat) par le Bureau des investigations (ancêtre du  FBI) lors d'un raid policier sur la « maison des travailleurs russes », un local syndical situé sur la 15e rue de New-York. La plupart des personnes arrêtées suivaient des cours du soir (le raid eut lieu vers 21h). Mitchell Palmer obtient des arrêtés d'expulsion pour 199 émigrés russes raflés à New York, mais aussi dans d'autres villes des États-Unis, en particulier les militants anarcho-syndicalistes Emma Goldman et Alexandre Berkman. Confinés dans le centre d'immigration de Ellis Island, ils sont embarqués manu militari à bord d'un vieux paquebot converti en transport de troupes, l'USS Burford -surnommé « l'Arche des Soviets » par la presse de droite - qui appareille pour la Finlande, alors en conflit avec la Russie soviétique). Ils sont débarqués dans le port de Hango en Finlande et rejoindront l'URSS. Rentré aux États-Unis, l'USS Burford, rebaptisé Navigator, connaîtra sa dernière heure de gloire avec un film de Buster Keaton, avant d'être envoyé à la ferraille.
Indépendamment de la gradation idéologique, le péril rouge ne fait pas de distinction entre le communisme, le socialisme ou la social-démocratie.

## Deuxième Peur rouge (1947-1957)

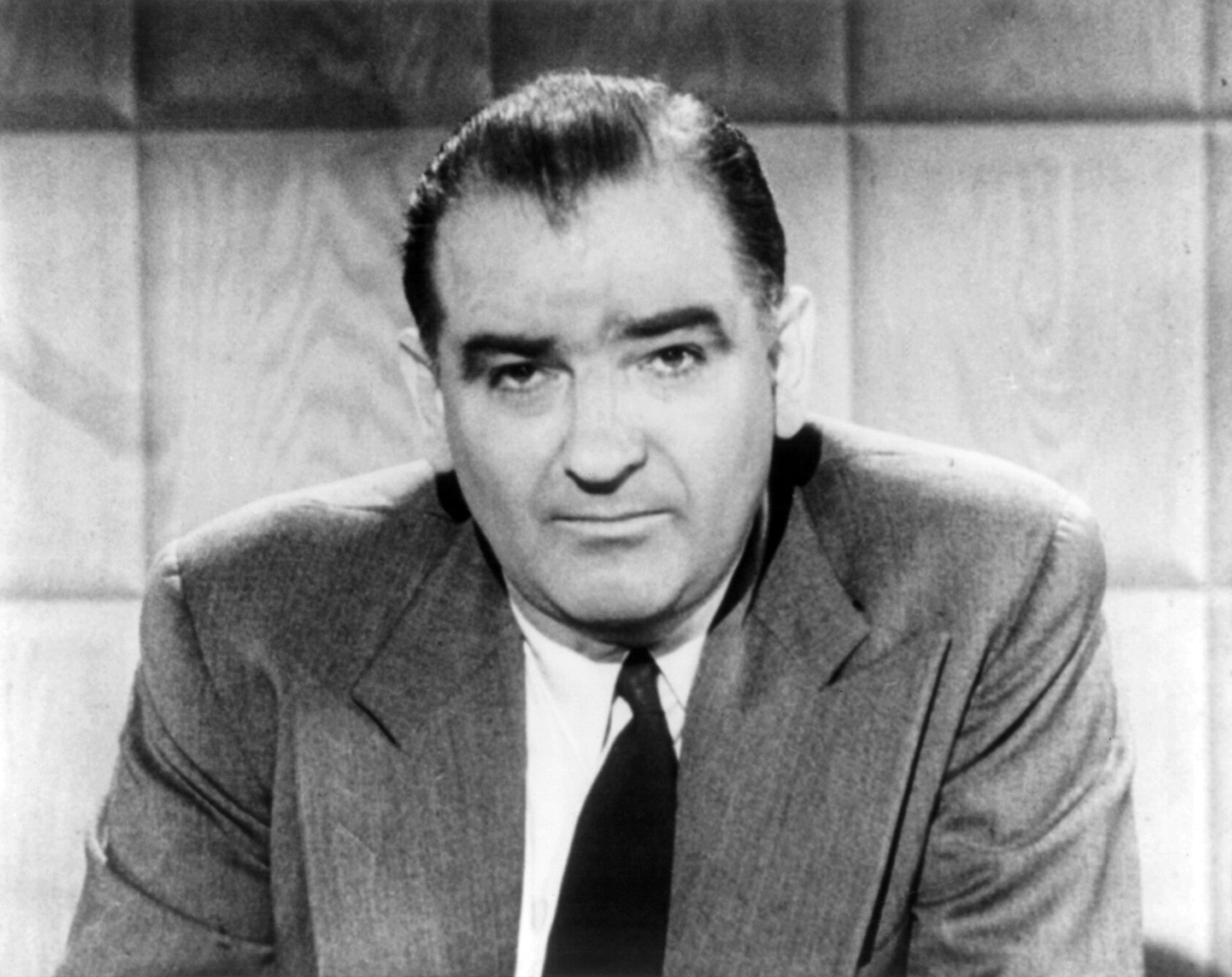
Le sénateur Joseph McCarthy.

La Deuxième Peur rouge coïncide avec le début de la guerre froide et la peur populaire de l'espionnage communiste soviétique. Les évènements politiques comme le blocus de Berlin (1948-49), la guerre civile chinoise et la guerre de Corée exacerbent cette frayeur.

### Les causes internes de la peur anticommuniste
Les événements de la fin des années 1940 — le procès d'Ethel et Julius Rosenberg, l'établissement du rideau de fer autour de l'Europe orientale, et l'obtention de l'arme nucléaire par l'Union soviétique — surprennent le public américain et influencent l'opinion populaire sur la sécurité nationale américaine. Elle craint de la part de l'Union soviétique des bombardements atomiques sur les États-Unis ainsi que l'implication du Parti communiste américain. Au Canada, en 1946, la Commission Kellock-Taschereau enquête à propos d'espionnage au sujet de documents top secret concernant le RDX, un radar. Lors d'une séance de la House Un-American Activities Committee, des membres de l'ancien PCUSA et espions du NKVD, Elizabeth Bentley et Whittaker Chambers, déclarent que des espions soviétiques et sympathisants communistes avaient pénétré le gouvernement des États-Unis avant, pendant et après la Seconde Guerre mondiale. D'autres espions citoyens américains ont avoué, parfois avec fierté, leurs actes d'espionnage dans des situations où le délai de prescription des peines était expiré. En 1949, la peur anticommuniste et la crainte de traîtrise anti-américaine sont aggravées par la proclamation de la République populaire de Chine.

### Historique
Dans les années 1930, le communisme était devenu une idéologie économique attractive parmi d'autres au sein des États-Unis, en particulier parmi les dirigeants syndicaux et au sein de l'intelligentsia. À son apogée, en 1939, le PCUSA compte 50 000 membres. En 1940, peu après le début de la Seconde Guerre mondiale, le Congrès des États-Unis adopte le Smith Act qui rend criminel « sciemment ou volontairement, les avocats et complices qui conseillent et enseignent le devoir, la nécessité, ou l'opportunité de renverser le gouvernement des États-Unis ou de tout État par la force ou la violence, ou pour quiconque d'organiser une association qui enseigne, conseille ou encourage un tel renversement, ou pour quiconque de devenir membre ou de s'affilier à une telle association » et exige l'enregistrement fédéral de tous les ressortissants étrangers. Bien que principalement déployée contre les communistes, la loi Smith a également été utilisée contre la menace politique d'extrême-droite, notamment contre le Bund germano-américain et la déloyauté supposée de la population nippo-américaine.
En 1941, après que l'Allemagne nazie a envahi l'Union soviétique, la position officielle du PCUSA devient pro-guerre, s'opposant aux grèves dans l'industrie de l'armement et participant à l'effort de guerre des États-Unis contre les puissances de l'Axe. Avec le slogan « le communisme est l'américanisme du XXe siècle », le président du PCUSA, Earl Browder annonce l'intégration du parti à la vie politique. En revanche, les trotskystes du Parti socialiste des travailleurs y sont opposés. Pour cette raison, James P. Cannon et d'autres dirigeants du PST ont été condamnés par la loi Smith.
En mars 1947, le président Harry S. Truman a signé le décret 9835, qui institue un « Programme fédéral de loyauté des employés fédéraux », impliquant des commissions d'examen politique déterminant l' « américanisme » des fonctionnaires du gouvernement fédéral, et recommande le renvoi de ceux qui avaient avoué espionner pour l'Union soviétique, ainsi que certains soupçonnés de sentiments non patriotiques. Le HUAC et les comités du sénateur Joseph McCarthy effectuent des vérifications sur les « communistes américains » (réels et supposés), et leurs rôles (réels ou supposés) d'espionnage, de propagande et de subversion en faveur de l'Union soviétique. Cela entre dans le processus de révéler l'étendue du réseau d'espionnage soviétique qui aurait infiltré le gouvernement fédéral. Cela participe à lancer la carrière politique de Richard Nixon et Robert F. Kennedy.

### Influence sociale
- La deuxième Peur rouge modifie profondément le caractère de la société américaine. Sa caractérisation, considérée plus tard comme anti-intellectuelle, peut être considérée comme ayant contribué à la popularité des films d'espionnage anti-communiste (My Son John, 1950) ou de science-fiction (La Chose d'un autre monde, 1951), avec des histoires sur les thèmes de l'infiltration, de la subversion, de l'invasion et la destruction de la société américaine par la pensée anti-américaine et des êtres inhumains.

- Une équipe de baseball, les Reds de Cincinnati, sont temporairement forcés de se renommer eux-mêmes les Cincinnati Redlegs pour éviter de perdre de l'argent et de ruiner la carrière des joueurs en raison des connotations inhérentes au jeu entre « red/rouge » et « communisme ».

## Dans la culture populaire
Nekrassov, comédie parodique du maccarthysme à la française, écrite par Jean-Paul Sartre et présentée au public en 1955, se moque de la peur rouge, en mettant en scène des journalistes qui le brandissent, de manière prémonitoire : lors de la présidentielle de 1974, le ministre de la Sécurité sociale évoquera à la télévision l'image des « chars russes place de la Concorde », en raison des alliés communistes de Mitterrand et cette menace sera à nouveau utilisée lors de la campagne présidentielle suivante,, cette fois par Michel Poniatowski, ministre de l’Intérieur du président Valéry Giscard d’Estaing.